# 港鐵動感號高速電動列車
港鐵動感號高速電動列車（英語：MTR Vibrant Express），正式命名前分別曾稱為「香港高速電動列車」及「中國南車／中車四方高速電動列車」，為香港特別行政區政府委託港鐵公司招標採購的高速动车组，是中國內地第一款出口型高速電動列車。

## 概况
動感號高速電動列車是中車四方在CRH380A高速動車組技術平台上為港鐵量身訂做，该技术平台是在以原型为日本新干线E2系1000番台的CRH2型电力动车组基础上消化技術後自主研發的CRH系列高速动车组。在保持其技術的基礎上，在列車的性能上做進一步的提升。
政府在工務計劃下撥款並委託港鐵公司進行列車採購工作，將以九廣鐵路公司名義，最終擁有該批列車，並由路政署監察項目的落實。目前，政府已經以1000元象徵式價格，連同高鐵相關的「九廣鐵路地段」，把列車轉讓予九廣鐵路公司。九鐵公司隨後亦於2018年8月23日，簽訂《服務經營權補充協議》，把列車的服務經營權模式授予港鐵公司。
用於廣深港高速鐵路之列車有關合約編號為840，於2012年3月7日批出合約，合約金額總值港幣1,744,017,141元。目前全數9组香港高速電動列車已出廠並交付港鐵。
港鐵公司於2018年1月25日至2月14日期間，舉辦本型列車的命名比賽，徵求能展示香港特色的名稱，優勝作品將成為正式命名。目前，本型列車已定名「動感」（由郭朗樂提交命名），並於同年3月23日高鐵竣工禮上公布。此外，命名比賽的評審委員會同時選出三個優異名稱：「HKSPEED」、「飛躍」和「光纖」。
本型電動列車與同廠生產的其他國鐵車輛一樣，大修均統一由中車四方擔當，並以自動力形式經由國鐵系統方式駛往青島原廠進行三級或以上大修，而一、二級修則於名義配屬的廣州南動車所（廣州動車段本部），由派駐的港鐵外站員工負責；而港鐵的石崗列車停放處，僅提供簡易維修及存放列車空間。
列車的營運最高時速可以高達350公里，但在廣深港高速鐵路內地段以時速310公里行駛，在香港段上會以時速200公里行駛。
另外，港鐵動感號高速電動列車榮獲2018年度中國中車科學技術獎特等獎。

## 沿革

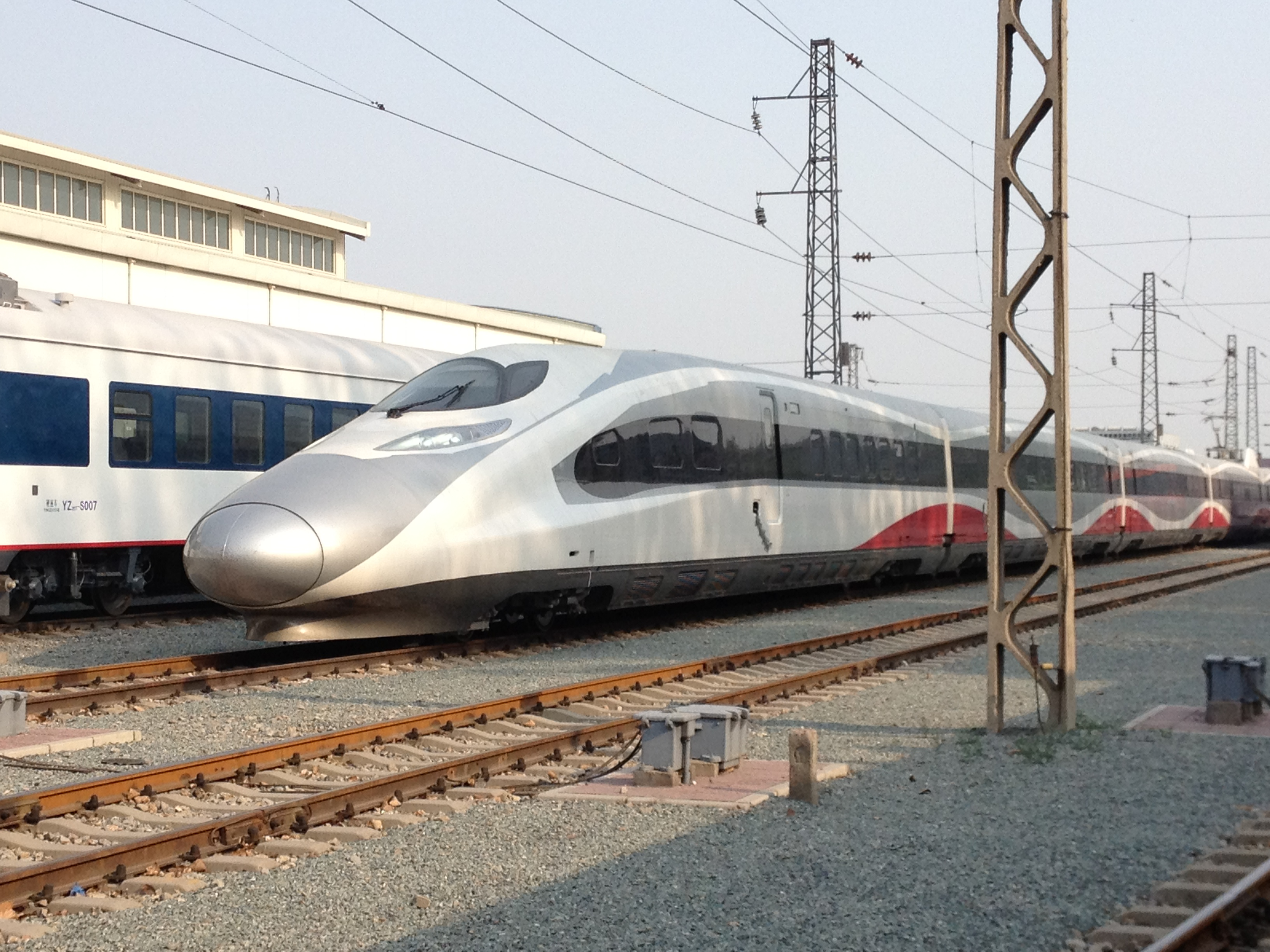
首列車於北京環鐵測試（攝於2014年3月）

為配合廣深港高鐵香港段的開通，香港特別行政區政府委託港鐵公司招標採購高速動車組，經過一系列招標程序後最終批出由中車青島四方機車車輛承造，競標方還包括了西門子鐵路系統、川崎重工車輛和阿爾斯通。
2013年11月7日，首列車（CRH380A-0251）在青島完成生產和下線；隨後於2014年3月抵達中國鐵道科學研究院北京環行鐵道試驗基地開始進行型式試驗；緊接著在7月21日抵達南昌鐵路局南昌車輛段南昌西動車所，於次日開始在滬昆客運專線南昌西至長沙南段進行運行試驗。
2016年9月23日，CRH380A-0251由中車青島四方機車車輛股份有限公司經海路抵港，隨後的2016年9月26-29日凌晨，逐步由屯門內河碼頭運抵石崗。因車卡較多且車身較為寬大，因此列車分為四次從碼頭運抵石崗，每次運送兩節車卡。2017年1月24-27日凌晨，第二列列車（CRH380A-0252）逐步由屯門青山灣的貨物裝卸區運抵石崗。為配合上述兩次運送，香港運輸署決定在此期間每日由凌晨1時至凌晨4時，將視情況對介乎錦田繞道與七星崗之間的一段錦田公路由雙程行車改為單程東行。
2017年6月30日，第三列列車（CRH380A-0253）在膠濟客運專線進行運行試驗。之後經陸路行駛至廣深港高速鐵路進行動力測試，實驗完成後由港鐵派出的高鐵司機於7月6日駛入石崗車廠。
列車出廠後首先在内地進行軌道行車測試，以確定其操作性能良好，付運到港後列車須通過嚴格驗收程序，抵港後的列車將在廣深港高鐵香港段進行靜態測試及低速動態測試，之後又會在16公里的試行段隧道，即石崗緊急救援處至旺角西通風樓之間的下行隧道，進行動態綜合測試，以確保列車能配合其他高鐵系統，包括信號、通訊及供電系統可靠地暢順運作。
2018年1月，0251和0252經陸路返青島進行大修，並於3月31日經石家莊站回送返港（0G931次），在四方與石家莊間由和諧3C型電力機車牽引，加掛一節25T型客車充當守車。
2018年5月12日，本型列車正式在廣州南至福田段進行動態測試，首列試行列車為第五編組；此前，第五編組曾於廣州南動車所進行二級維修。
2018年9月22日，香港段舉行開通儀式，港鐵於儀式過後安排女車長葉紫珊，駕駛「動感號高速動車組」列車G3102特別車次，接載嘉賓前往廣州南站。
2018年9月23日，香港段通車，CRH380A-0252安排接載記者及已購票的乘客前往深圳北站的首班列車，該班列車由香港西九龍站開出。
2020年2月，受2019冠状病毒病疫情影響导致高速鐵路香港段暫停服務，该款列车亦暂停服务，直至2023年1月15日起随着中港两地通关香港西九龙站恢复运作，该款列车亦恢复服务。
2023年8月11日，CRH380A-0252在中车广东公司进行三级修，代表本款车型首次在该厂进行检修。

## 車輛構造

### 外觀
這批列車每列8卡編組，首卡及尾卡為拖卡，中間的6卡為動力車卡。外型和和谐号CRH380A型电力动车组相似，同樣由英國普睿谷公司設計，采用改良的低阻力流线头型，而車頭駕駛艙窗戶及頭燈設計承襲新幹線500系列車及CRH380A，每卡車身都有波浪型的紅及白長紋標誌。列車頭尾兩側有象徵中國飛龍的橙色弧形紋。車體結構符合EN 12663標準，根據模擬碰撞分析，列車在EN 15227標準所設置的情景下，可抵禦時速25公里的碰撞。
较原版不同的是，鋁合金車體與玻璃钢車頭罩的接口基於原版設計額外加裝1個幾毫米闊之墊圈再分別塗漆上色，解決熱脹冷縮導致兩邊塗料易剝落之問題，使列車車頭設有2個環，比原版設計多出1個環。採用夏芬伯格10型车钩，備有防爬設計，包括防止上衝與能量吸收裝置。車鈎安裝配置作出調整，以加強碰撞表現。

### 主要设备
本列车採用由北京和利時系統工程（HollySys）生產的國產CTCS-300H型CBTC，是香港首次有列車採用中國內地製造的訊號系統（該公司生產之另一款CTCS-300S訊號系統於國內其他高鐵廣泛使用，但往績不佳，曾涉2011年甬台温铁路列车追尾事故）。
另外，本列车採用日本東洋電機製造生產的球鐵驅動軸承及齒輪箱（與新幹線E5系電力動車組使用型號相似），牽引電動機及IGBT-VVVF分別由中車株洲電機及中車時代電氣進行生產，是目前港鐵唯一採用中車時代電氣VVVF的載客列車。本型列車走行音與新幹線E2系0番台（日立GTO-VVVF方案）、CRH2及一般型CRH380A相若，開動及剎車時VVVF會發出一聲較明顯但低沉的磁勵音，而磁勵音控制遠遜於E2-1000番台。
集電弓方面，採用由中車大同電力機車轄下北京賽德高科鐵道電氣科技有限責任公司生產之DSA-350型集電弓（德國斯特曼公司授權生產），與CRH2二階統、CRH380A一樣。但本列車的集電弓放置在第3卡和第5卡車頂，與CRH380A的集電弓在第4卡和第6卡車頂有所區別。
車頂之特高壓引通線與絕緣子設計，沿用早期非統型CRH380A之日系設計，跟後來推出之統型CRH380A採納中國鐵路總公司意見改用歐系設計比較，風阻較小但拆開維修工序較繁複。
由於列車提高了牽引動力、結構質素及減噪水平，車輛重量將相應增加，但軸重仍維持在15噸的水平。

### 内部
列車共提供579個座位及2個輪椅位。其中第1卡及第8卡為一等座，而第2卡至第7卡為二等座。列車只在廣州南站至香港西九龍站間運行，因此不設餐車及商務座，跟內地目前使用的和諧號CRH380A型電力動車組原型列車不同。
一等座以2+2的排列方式布置，而在靠近駕駛室至車門處一側的位置則以2+1的排列方式布置，总共提供68個座位，座椅附有腳踏、耳機和閱讀燈。二等座以3+2的排列方式总共提供511個座位。所有座椅可以通過手動方式进行180度轉動，以適應行車方向；座位底部設有香港制式（BS 1363）及內地制式（GB 2099.1-2008、GB 1002-2008）插座，車廂內設置電視螢幕及提供Wi-Fi。由於內地法律規定，當列車在內地段行駛時，乘客需要有內地手提电话号码或户口才能使用Wi-Fi服务，而且無法浏览內地封锁的网站。
2-7號車廂設有廁所，其中7號車廂另設有無障礙廁所，配置了嬰兒護理台和SOS緊急呼叫按鈕，廁所門要在門外按掣開啟。車身內的告示及顯示屏以繁體中文、簡體中文及英文對照，列車廣播以粵語、普通話和英語的順序廣播。
另外，本列车采用各种新型噪音吸收和阻隔技术材料，採用差壓控制模式的全密封加压，气压变化值不超過每秒200帕。动车组在时速350公里的情况下车厢内噪声保持67至69分贝，进一步提升了气密性能。

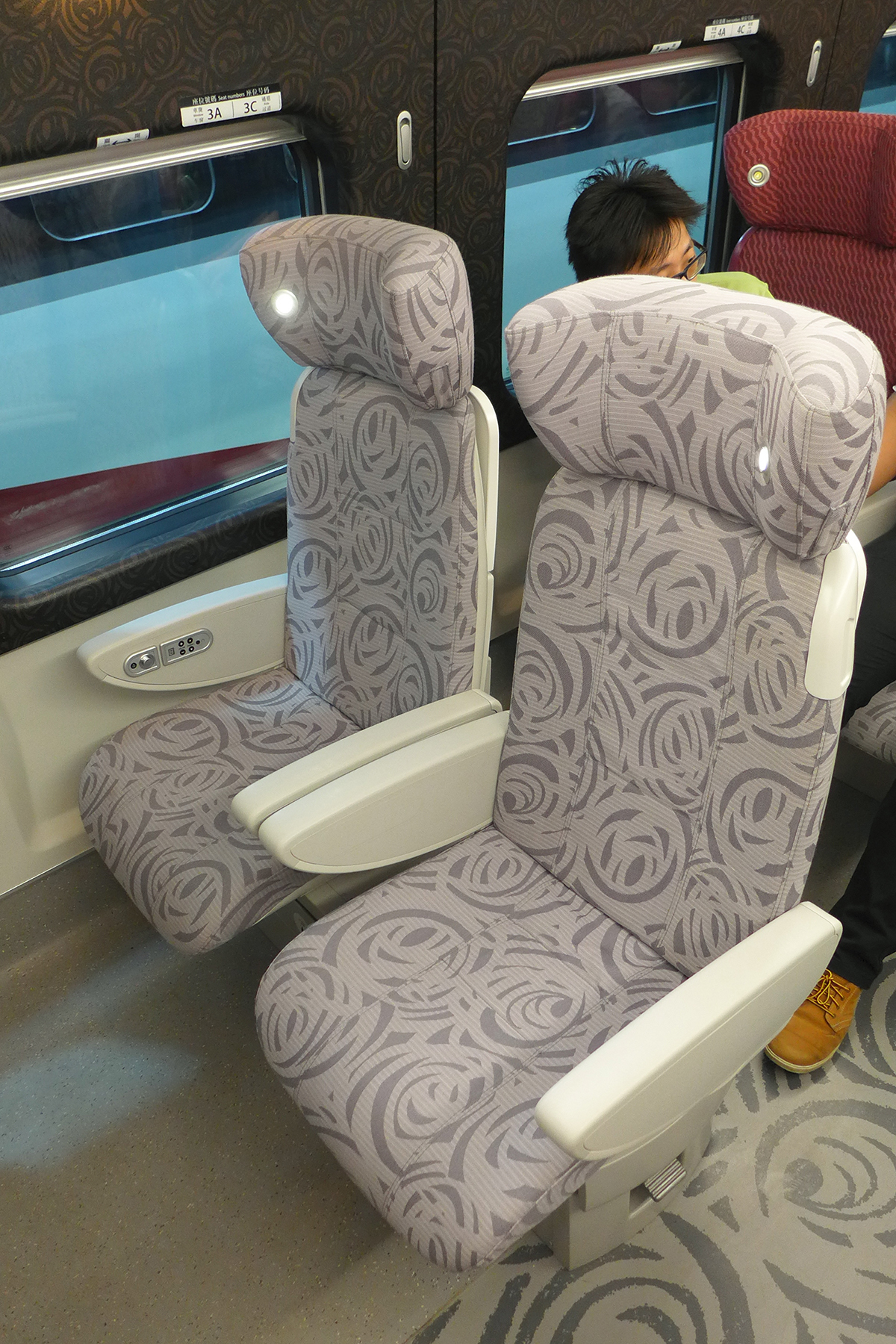
一等座設有獨立閱讀燈，扶手邊上有耳機
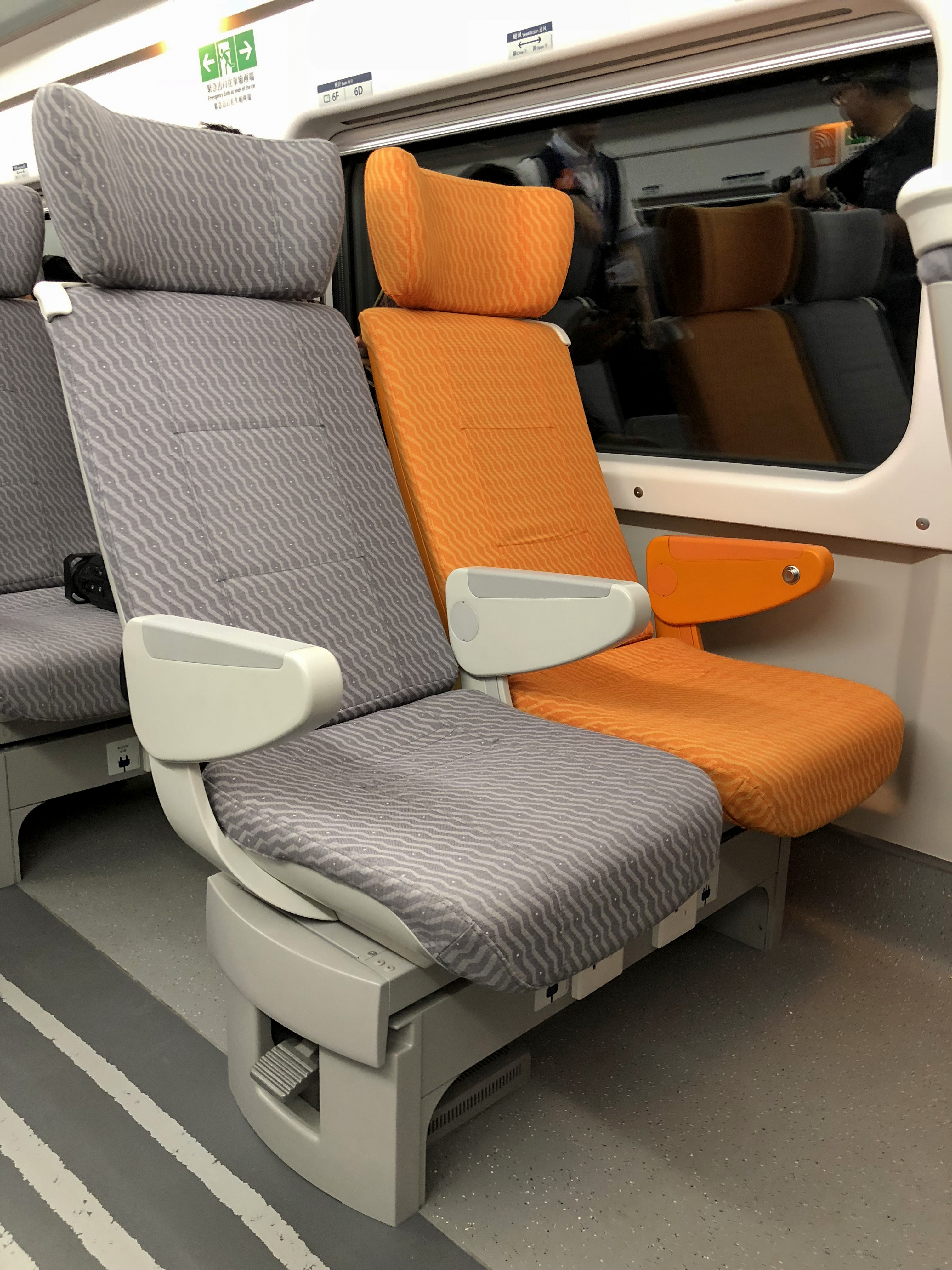
二等座座位
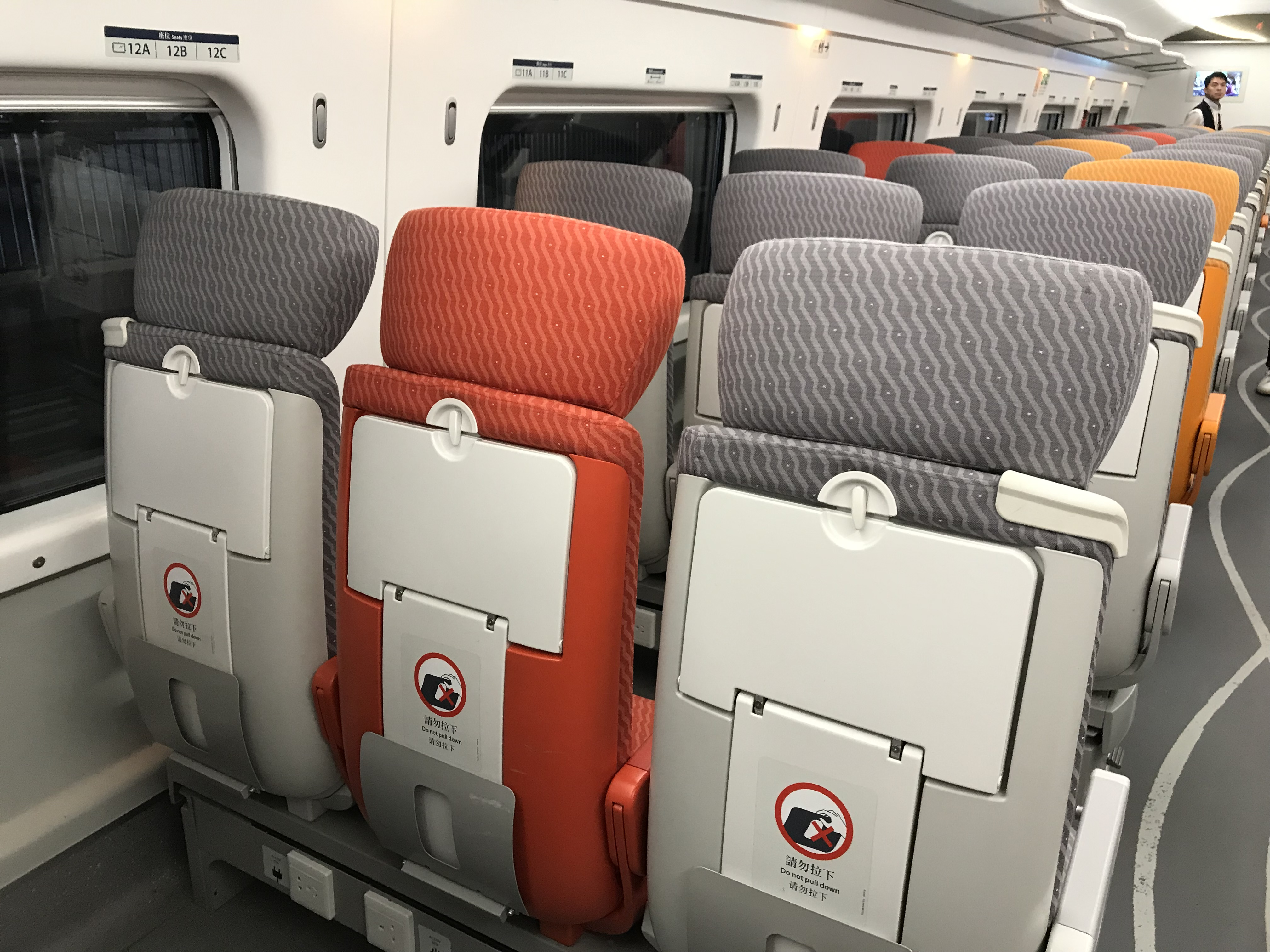
设于二等座的桌板，下方的桌板装饰件于2023年恢复运行后拆除
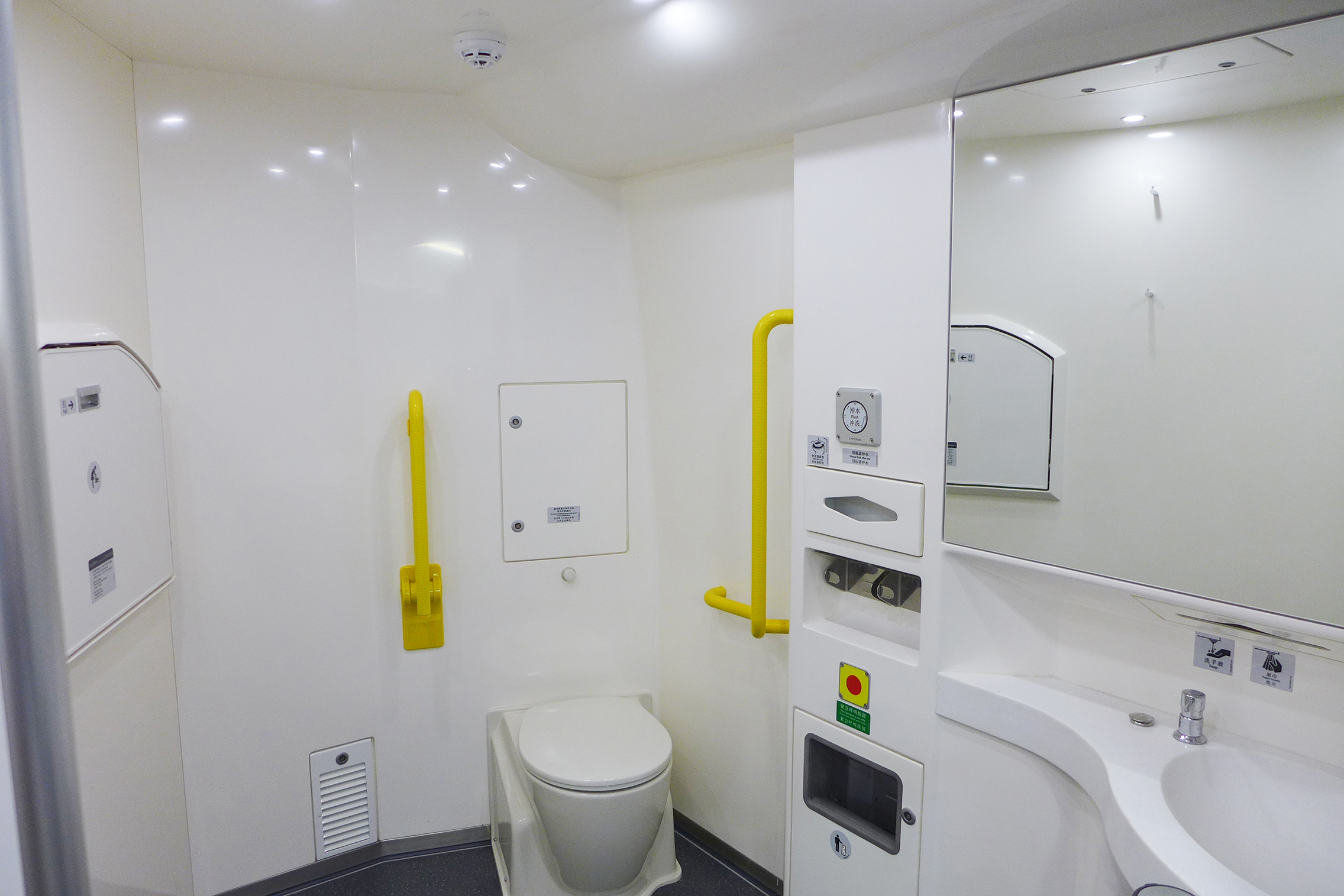
7號車廂設有無障礙廁所，配置了嬰兒護理台和SOS緊急呼叫按鈕
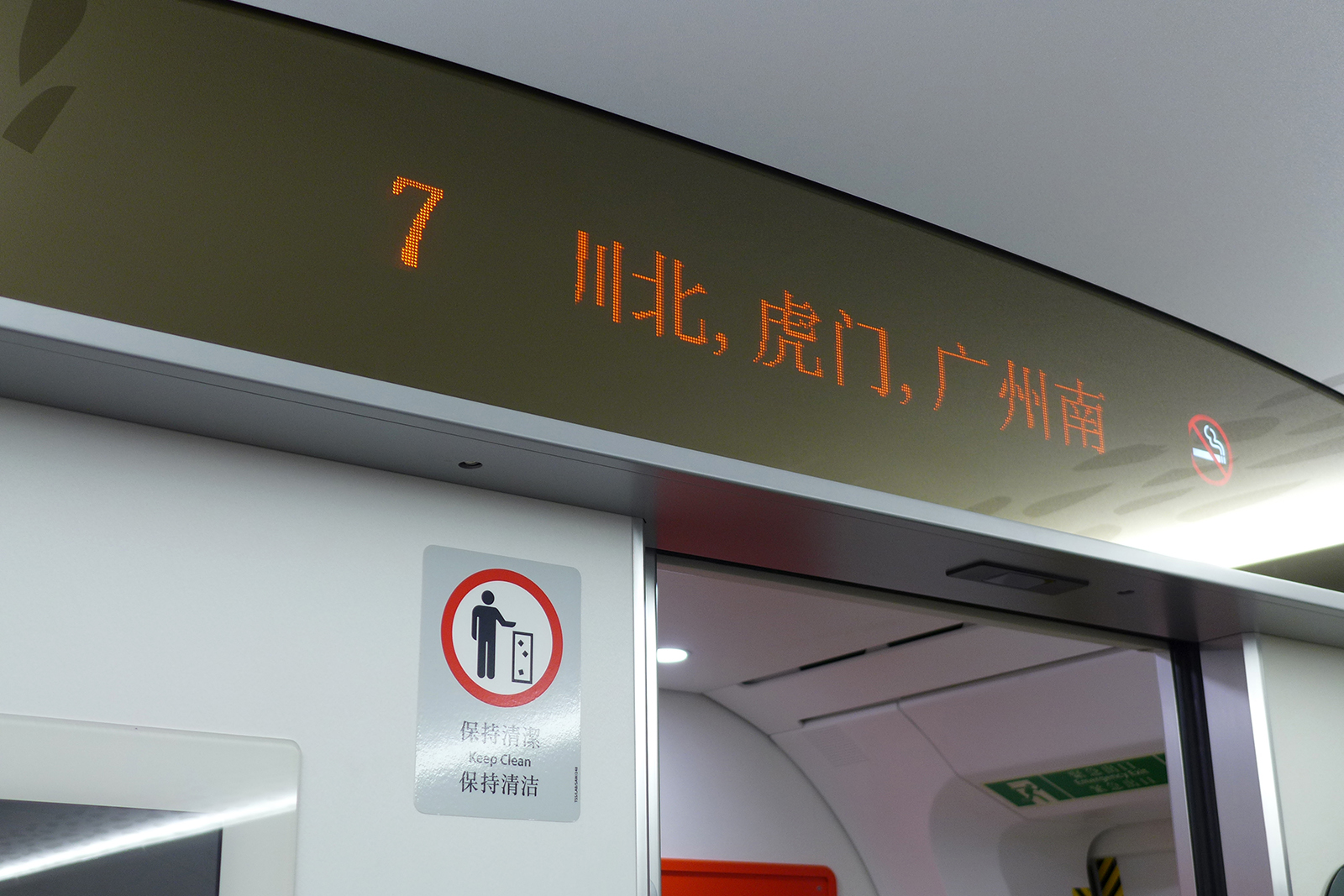
車廂內的告示及顯示屏以中英文、繁簡對照
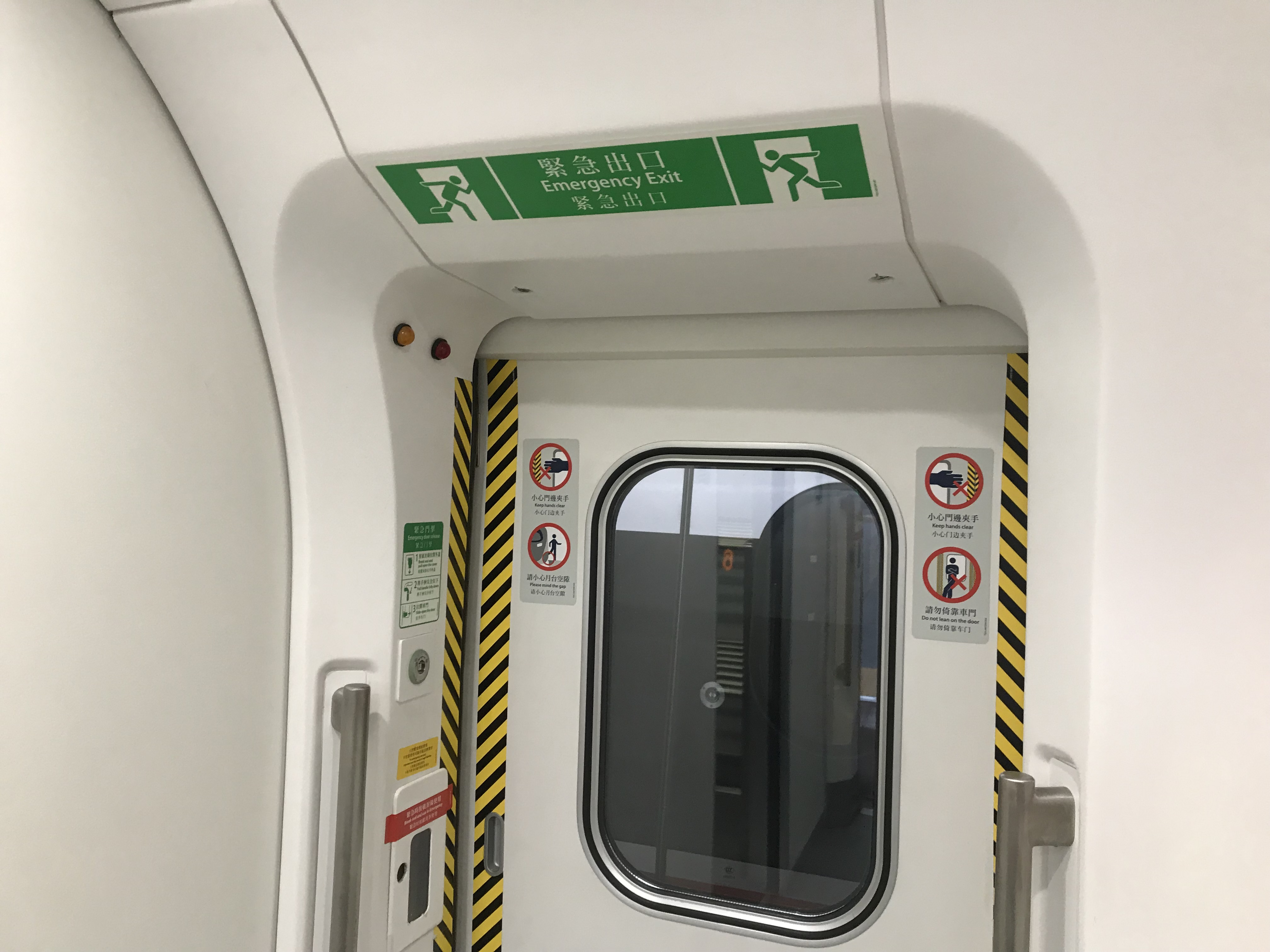
紧急出口标识
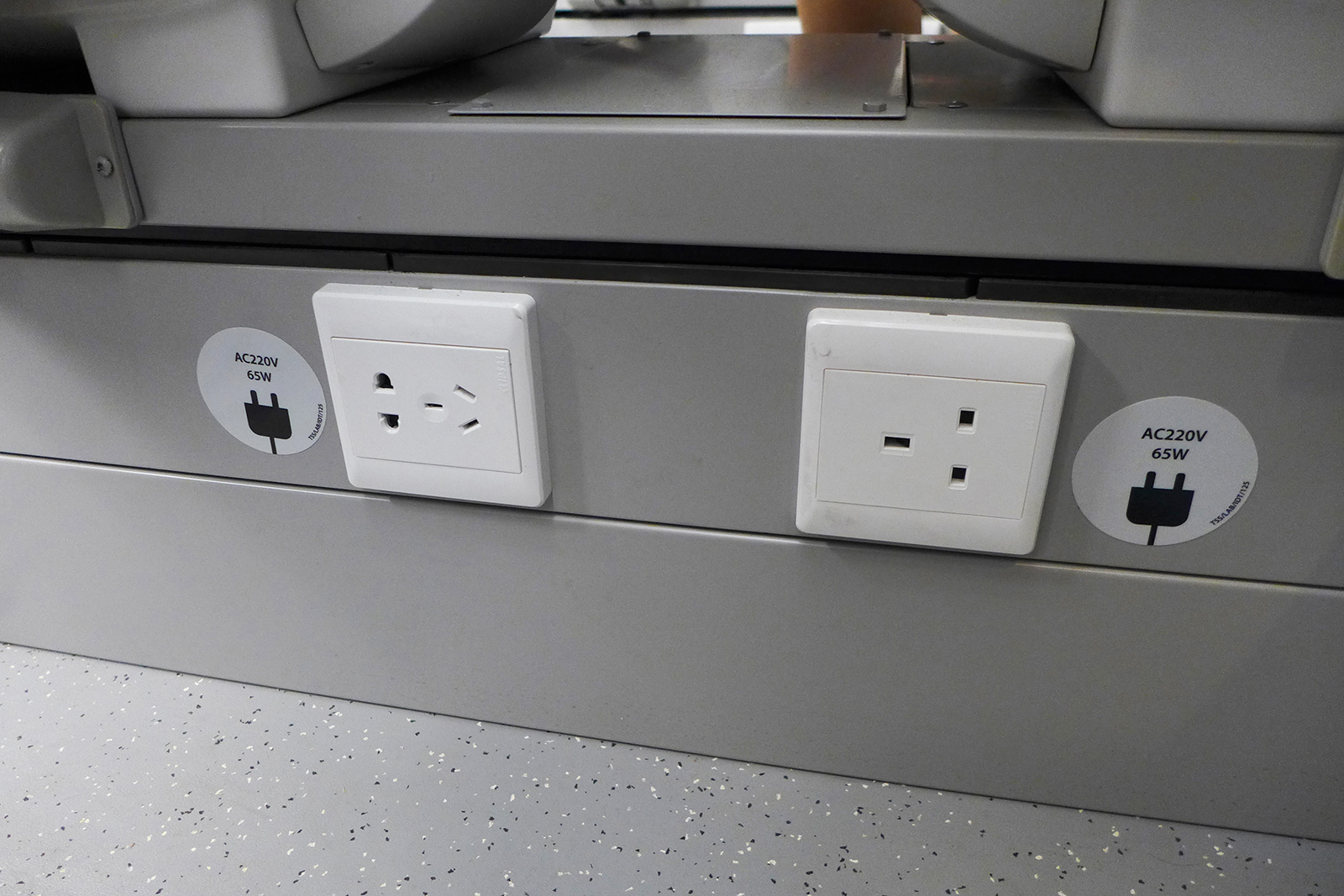
座椅底部設置有香港及內地制式插座
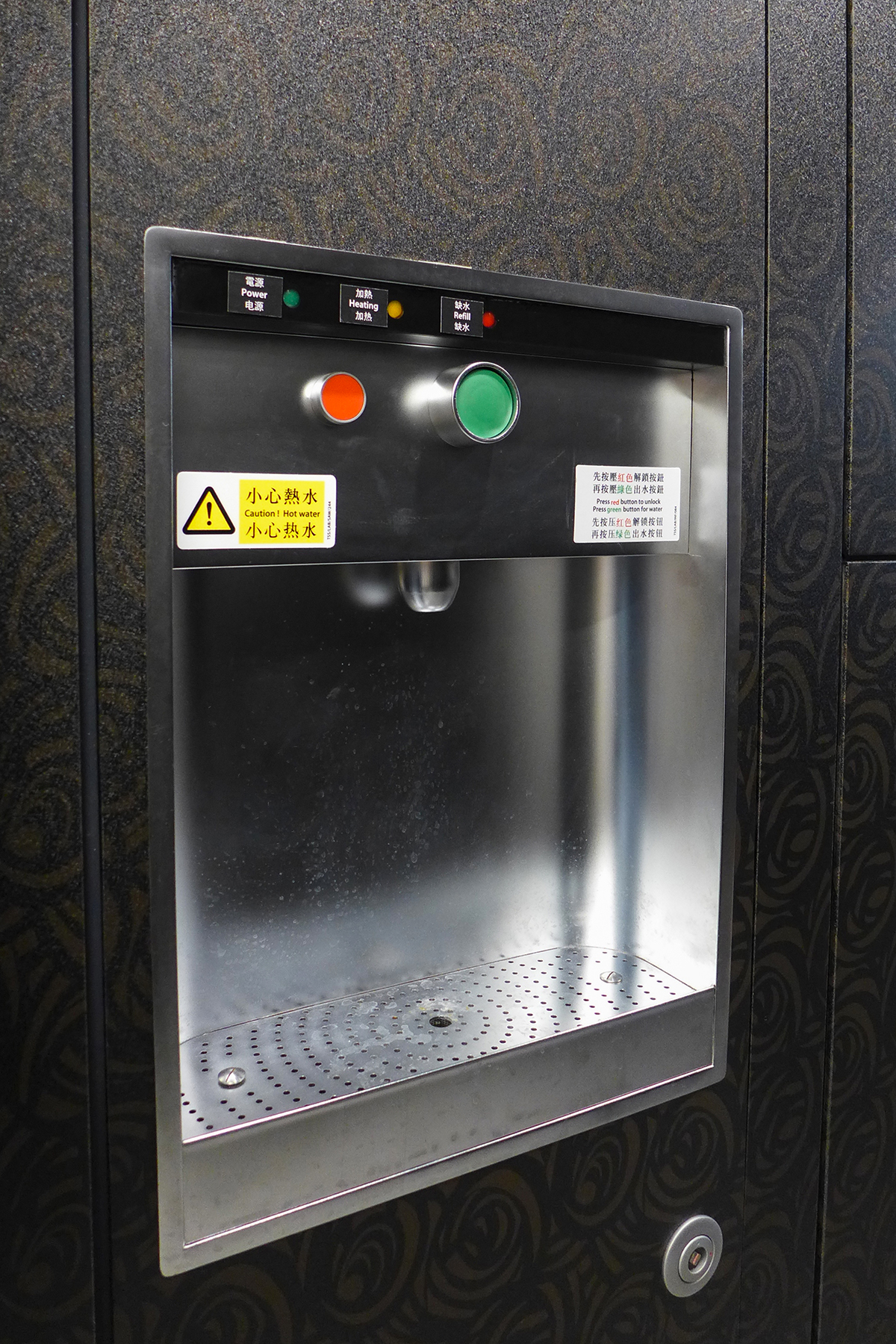
热水機
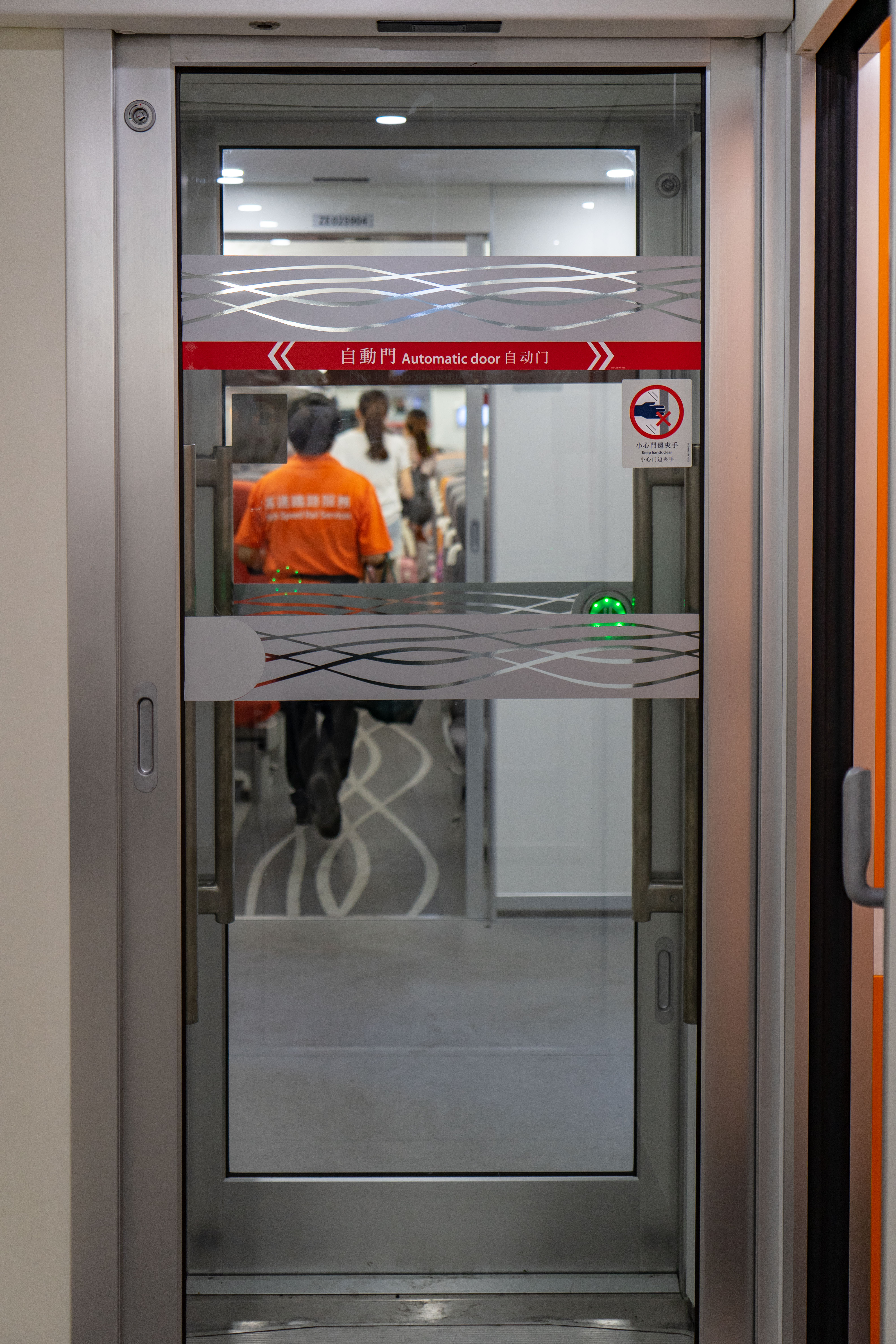
两车连接处的间隔门

## 列車編組
本款列車之列車編號與車卡編號跟隨和諧號CRH380A型電力動車組編號系統，但採用025X系列編號系統，與內地CRH380A區別。

### 車卡型號
- ZY：一等座車（First Class Coach）
- ZE：二等座車（Second Class Coach）

英文字母意思
- Z：Zuo（拼音），座，座車
- Y：Yi（拼音），一，一等
- E：Er（拼音），二，二等

### 編組方式
| 車卡號            | 1                      | 2              | 3                         | 4              | 5                         | 6              | 7              | 8                      |
| 車型              | 一等座車               | 二等座車       | 二等座車                  | 二等座車       | 二等座車                  | 二等座車       | 二等座車       | 一等座車               |
| 列車編號 車卡編號 | CRH380A-025x ZY 025x01 | ZE 025x02      | ZE 025x03                 | ZE 025x04      | ZE 025x05                 | ZE 025x06      | ZE 025x07      | CRH380A-025x ZY 025x00 |
| 動力配置          | 拖卡，附駕駛艙 （Tc）  | 動力車卡 （M） | 動力車卡，附集電弓 （Mp） | 動力車卡 （M） | 動力車卡，附集電弓 （Mp） | 動力車卡 （M） | 動力車卡 （M） | 拖卡，附駕駛艙 （Tc）  |
| 定員              | 32                     | 91             | 86                        | 91             | 86                        | 91             | 66             | 36                     |
| 動力單元          | 單元1                  | 單元1          | 單元1                     | 單元2          | 單元2                     | 單元3          | 單元3          | 單元3                  |

## 车辆配属概况
| 配属     | 数量 | 动车组编号 | 运用所         | 备注                                             |
| -------- | ---- | ---------- | -------------- | ------------------------------------------------ |
| CRH380A  |      |            |                |                                                  |
| 港鐵公司 | 9    | 0251～0259 | 石崗列車停放處 | 實際為九廣鐵路公司資產租出予港鐵公司使用和維護。 |

## 营運状况
目前該電動列車行駛廣深港高速鐵路，担当从香港西九龍站至福田站／深圳北站的深港高速動車組列車，以及香港西九龍站至廣州南站的穗港高速動車组列車。该型列车来往福田站担当的車次以G58XX表示，来往深圳北站担当的車次以G56XX表示，来往廣州南站担当的車次以G658X表示。
此外，该列车曾於2019年9月20日於重聯形式临时擔當G6244次行走深圳北站至廣州北站。

### 列車服務員
目前列車上的服務人員俱由外判商國際永勝負責招聘及培訓，月薪達一萬八千港元。

## 事件

### 尾卡部分車輪偏離路軌
2018年4月3日，正在試運行的高速鐵路，一列停泊在石崗列車停放處的高鐵列車（CRH380A-0256），被工程人員發現尾卡部分車輪偏離路軌，事件中無人受傷。港鐵指已就事件進行詳細調查，並通知機電工程署。港鐵到4月13日交代調查結果，稱由於涉事的第4號維修軌道有彎位，列車駛過彎位時會產生橫向壓力，承托左邊路軌的工字鐵及其結構裝置在長時間重複承受該壓力下產生輕微變形，路軌之間的距離被拉闊，導致車輪偏離路軌，該軌道則會繼續停用，港鐵同時表示恢復高鐵試行。

## 外部連結
- 高鐵香港段列車 - 廣深港高速鐵路香港段項目
- 列車設施 - 港鐵高速鐵路 （页面存档备份，存于）
- 香港鐵路大典上的相关条目：港鐵動感號高鐵列車